# François Haverschmidt (Ornithologe)
François Haverschmidt (* 21. Juni 1906 in Utrecht; † 28. April 1987 in Zwolle) war ein niederländischer Ornithologe, Jurist und Interims-Gouverneur von Suriname.

## Leben
Haverschmidt war der Sohn von François Haverschmidt senior und Catharina Jacoba Johanna Verbroeck. Er hatte noch eine ältere Schwester. Sein Vater war Richter in Utrecht. Sein Großvater François Haverschmidt war Pastor und unter dem Pseudonym Piet Paaltjens ein bekannter Dichter. Haverschmidt hegte eine starke Bewunderung für seinen Großvater. Er führte ein Archiv mit Veröffentlichungen über ihn und bei seinem letzten öffentlichen Auftritt im Dezember 1986 wohnte Haverschmidt der Enthüllung von Paaltjens Büste in Leeuwarden bei.
Haverschmidt war Mitglied im Club van Trekwaarnemers (deutsch etwa: „Club der (Vogel-)zugbeobachter“), einer im Jahr 1919 gegründeten Gruppe junger Vogelbeobachter, zu der auch sein älterer Freund Jan Verwey (1899–1981) gehörte. Dieser Verein prägte zwischen den Weltkriegen die ornithologische Feldarbeit in den Niederlanden. 1924 wurde er Mitglied in der Nederlandsche Ornithologische Vereeniging (NOV). 1925 erschien Haverschmidts erster Artikel in der ornithologischen Fachzeitschrift Ardea, den er mit eigenen Fotos versehen hatte. Nachdem Verwey 1927 aus dem Sekretariat des Clubs ausschied und nach Niederländisch-Indien zog, übernahm Haverschmidt dessen Aufgaben. Er war für die Rubriken „Brutvögel“ und „Zugvögel“ in der Zeitschrift Ardea verantwortlich und veröffentlichte entweder allein oder in Zusammenarbeit mit Gerrit Anton Brouwer regelmäßig Artikel. Seine Beiträge umfassten ein weites Feld, darunter Faunistik, Nistverhalten, Nahrungsverhalten, Wanderungen, Vogelschutz und sogar die ornithologische Heraldik. Sein Hauptaugenmerk galt den Wiesen- und Sumpfvögeln, insbesondere dem Weißstorch, bei dem er nach 1939 einen rapiden Rückgang dokumentierte. Weitere Artikel veröffentlichte er über den Goldregenpfeifer, die Uferschnepfe, den Kormoran, die Schwarzkopfmöwe, die Lachseeschwalbe, die Trauerseeschwalbe, den Löffler, die Zwergmöwe, den Handel mit Kiebitzeiern, den Buntspecht und den Kleinspecht, den Baumfalken sowie den Steinkauz.
Im Juli und August 1926 unternahm Haverschmidt seine erste Seereise von Rotterdam nach Barcelona und zurück und im Juni 1928 besuchte er Ungarn, wo er die im Kis-Balaton nistenden Silberreiher fotografierte. All diese ornithologischen Aktivitäten führte er in seiner Freizeit neben dem anfänglichen Studium der Rechtswissenschaften an der Universität Utrecht und der späteren juristischen Laufbahn als Gerichtsschreiber an den Bezirksgerichten in Utrecht (bis 1936), Haarlem (1936–1938), Heerlen (1938–1941) und Leeuwarden (1941–1946) durch.
Anfang 1946 trat er die Stelle des Richters am Gerichtshof in Paramaribo in Suriname an, die er vor allem unter der Motivation annahm, seinen ornithologischen Interessen nachzugehen. Trotz der Pionierarbeit der Gebrüder Penard und von Charles Chubb Anfang des 20. Jahrhunderts war die Avifauna Surinames noch weitgehend unerforscht. Die Arbeitsbedingungen in Suriname waren völlig anders als in den Niederlanden. Die elementarste ornithologische Arbeit, das Arteninventar, musste noch durchgeführt werden. Bestimmungsliteratur im modernen Sinne gab es für Südamerika nicht. Die wichtigste Literatur, die Haverschmidt zur Verfügung stand, war das zweibändige Werk De vogels van Guyana (Suriname, Cayenne en Demerara) von Frederik Paul Penard und Arthur Philip Penard sowie das ebenfalls zweibändige Werk The Birds of British Guiana von Charles Chubb. In vielen Fällen war die einzige Möglichkeit, Arten zu identifizieren, Material zu sammeln und an Museen außerhalb des Landes zu schicken. Zunächst leistete John Todd Zimmer vom American Museum of Natural History in New York City, den Großteil der Identifikationsarbeit. Nach Zimmers Tod im Jahr 1957 fand sie hauptsächlich im Rijksmuseum van Natuurlijke Historie in Leiden statt. Haverschmidts Sammlung besteht aus ungefähr 9800 Proben von 540 Arten.
Haverschmidts 22-jährige Feldarbeit gipfelte in 160 Publikationen und 1968 schließlich in seinem Opus magnum The Birds of Surinam, das von Paul Barruel illustriert wurde. 1994 veröffentlichte Gerlof Fokko Mees eine überarbeitete Neuauflage des Werks.
Haverschmidt war auch Präsident des Obersten Gerichtshofs und übte dreimal das Amt des Interimsgouverneurs von Suriname aus: 1963, von 1964 bis 1965 und 1968. Haverschmidt war auch im Bereich des Naturschutzes tätig. So war er Vorsitzender des Komitees, das die Regierung von Suriname in Fragen der Jagd und des Naturschutzes berät. Nach seinem Ruhestand im Jahr 1968 absolvierte er bis 1981 mehrere Reisen nach Suriname.
Haverschmidts Bibliographe umfasst etwa 350 ornithologische Artikel, die hauptsächlich in amerikanischen (The Auk, Condor, Wilson Bulletin), niederländischen (Ardea, Wandelaar, Buiten), deutschen (Journal für Ornithologie, Vogelwelt, Beiträge zur Fortpflanzungsbiologie der Vögel) und britischen Zeitschriften (Bulletin of the British Ornithologists’ Club, British Birds) veröffentlicht wurden. Er verfasste sechs ornithologische Bücher, darunter Faunistisch overzicht van de Nederlandsche broedvogels (1942), The Life of the White Stork (1949), List of the birds of Surinam (1955), The Black-tailed Godwit (1963), Birds of Surinam (1968) und Die Trauerseeschwalbe: Chlidonias niger (1978). 1973 veröffentlichte er die Schrift August Kappler als ornithologischer Sammler und Beobachter in Surinam von 1836–1879 und 1976 in Zusammenarbeit mit Alex J. P. Raat die Biografie Biografische notities betreffende ornithologische verzamelaars in Suriname in het begin van de 19e eeuw, Mr. Charles François Mirandolle (1789–1841), Mr. Adriaan François Lammens (1767–1847) / Alexander von Humboldt and Coenraad Jacob Temminck.
Haverschmidt war korrespondierendes Mitglied der American Ornithologists’ Union (1950), der Deutschen Ornithologen-Gesellschaft (1964), der British Ornithologists’ Union (1967), ehrenamtlicher wissenschaftlicher Mitarbeiter des Rijksmuseum van Natuurlijke Historie (1973), Empfänger des Goldenen Löfflers der Nederlandse Vereniging tot Bescherming van Vogels (1982) und schließlich Ehrenmitglied der Nederlandse Ornithologische Unie (NOU) (1986). Die Wertschätzung für seine berufliche Laufbahn spiegelte sich in seiner Ernennung zum Ritter des Ordens vom Niederländischen Löwen und zum Offizier des Ordens von Oranien-Nassau wider.
Haverschmidt war zweimal verheiratet. In erster Ehe mit Antoinette Hendrika de Graaff und ab 1950 in zweiter mit Willy Liong A San.